# Щасливе (Скадовський район)
Щасли́ве (до 2024 року — Максима Горького) — село в Україні, у Каланчацькій селищній громаді Скадовського району Херсонської області. Населення становить 531 осіб.
24 лютого 2022 року село тимчасово окуповане російськими військами під час російсько-української війни.

## Назва
19 вересня 2024 року Верховна Рада підтримала перейменування села Максима Горького на Щасливе. 26 вересня 2024 року перейменування набуло чинності.

## Населення
Згідно з переписом УРСР 1989 року чисельність наявного населення села становила 561 особа, з яких 269 чоловіків та 292 жінки.
За переписом населення України 2001 року в селі мешкало 526 осіб.

### Мова
Розподіл населення за рідною мовою за даними перепису 2001 року:
| Мова       | Відсоток |
| ---------- | -------- |
| українська | 85,31 %  |
| російська  | 12,99 %  |
| білоруська | 1,13 %   |
| вірменська | 0,38 %   |